# Легіон (Полтава)
Футбольний клуб «Легіон» Полтава — український аматорський футбольний клуб із Полтави, заснований у 2015 році. Виступає у Чемпіонаті та Кубку Полтавської області.

## Досягнення
- Чемпіонат Полтавської області
  - Срібний призер: 2019
  - Бронзовий призер: 2018
- Кубок Полтавської області
  - Володар: 2019
- Суперкубок Полтавської області
  - Фіналіст: 2019
- Кубок Слобожанщини
  - Володар: 2019[1]